# Najat
Najat (en arabe : نجاة) est un prénom d'origine arabe signifiant « sauveur » ou « sauvetage ».

## Personnalités portant ce prénom
- Najat Vallaud-Belkacem, femme politique française
- Najat Aâtabou, chanteuse marocaine
- Najat Badri, footballeuse internationale marocaine
- Najet Essaghira, chanteuse égyptienne
- Najat El-Khairy, peintre canadienne-palestinienne
- Najat Kaanache, cheffe cuisinière maroco-espagnole
- Najat Makki, peintre émirati
- Pour l'ensemble des articles sur les personnes portant ce prénom, consulter :
  - la liste des articles dont le titre commence par ce prénom
  - les listes produites par Wikidata : Liste des personnes de prénom « Najat » — même liste en incluant les éventuels prénoms composés qui contiennent « Najat ».